# Ludwig Kolb

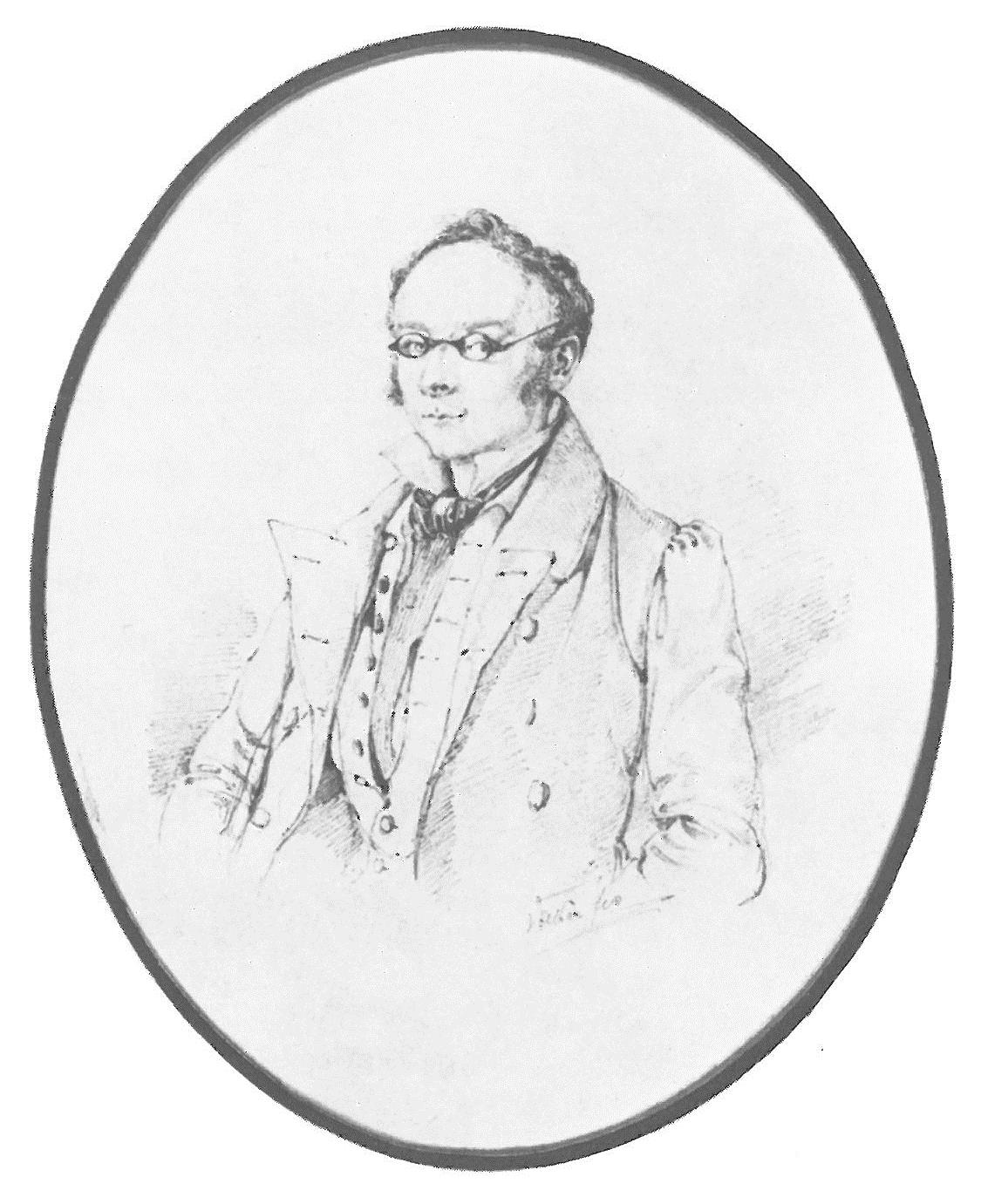
Ludwig Kolb 1806–1875

Jakob Ludwig Kolb, auch Louis Kolb, (* 9. Januar 1806 in Aachen; † 24. Oktober 1875 in Esslingen am Neckar) war ein deutscher Justizrat in Rottenburg am Neckar und Vedutenzeichner.

## Herkunft und Familie
Kolb, als Jakob Ludwig Kolb evangelisch getauft, nannte sich später selbst meist kurz Louis. Sein Vater, Johann Gottfried Kolb (1772–1835), betrieb im benachbarten Kornelimünster in den Räumen der aufgehobenen Reichsabtei eine Tuchfabrik. Kolbs Großonkel, Jakob Friedrich Kolb (* 1748 in Göppingen; † 16. Mai 1813 in Kornelimünster), war Tuchhändler und erster Maire der Stadt Aachen. 1807 ersteigerte er für 45.000 Francs die aufgehobene Reichsabtei Kornelimünster und richtete dort eine Tuchmanufaktur ein, welche von seinem Neffen Johann Gottfried Kolb weitergeführt wurde.
Die Familie Kolb stammte demnach aus dem schwäbischen Raum: Der Vater Johann Gottfried Kolbs war der Pfarrer Eberhard David Kolb in Freudenstein bei Maulbronn und seine Mutter Christiane Friederike Schmidt. Die Tuchmanufaktur lief schlecht, was Johann Gottfried Kolb veranlasste, in die weitere Heimat seines Vaters zurückzukehren, um 1822 in Salach bei Göppingen die Fabrik des wenige Jahre zuvor verstorbenen Fabrikanten Wilhelm August Duncker zu erwerben. Die 1768 gegründete Tabakspinnerei war 1813 in eine Baumwollspinnerei umgewandelt worden und entwickelte sich unter Kolb und seinem 1824 eingetretenen Compagnon Leonhardt Schachenmayr zur heutigen bekannten Kammgarnspinnerei Schachenmayr, Mann & Cie.
Der Vater, Johann Gottfried Kolb, hatte Juliane Maria Coelln, Tochter eines Aachener Apothekers, geheiratet. Zwischen 1798 und 1820 wurden dem Ehepaar drei Jungen und sechs Mädchen geboren. Ludwig Kolb war der zweite Sohn. Die zweitälteste Tochter heiratete den Bandfabrikanten Christian Friedrich Schwarz. Der älteste Sohn, Carl Bernhard (1800–1868), wurde Kaufmann und Bankier in Rom, fungierte später auch als württembergischer Konsul und wurde in den württembergischen Personaladel erhoben. Der jüngste Sohn, Friedrich Joseph (1820–1889), wurde evangelischer Pfarrer.

## Juristische Karriere
Da Ludwig die Absicht hatte zu studieren, schickte ihn der Vater für viereinhalb Jahre zu Präzeptor Kümmerle nach Möckmühl in den Unterricht, um anschließend ab ca. 1816 das Gymnasium in Aachen zu besuchen. Nach dem Umzug seines Vaters 1822 nach Württemberg kam er auf das Ulmer Gymnasium, wo er auch 1823/24 seinen Abschluss machte. Anschließend studierte er ab November 1824 in Tübingen Rechtswissenschaften und legte Ende März 1828 (22-jährig) sein juristisches Examen ab. Während seiner Studentenzeit unternahm Ludwig ausgedehnte Wanderungen durch seine schwäbische Heimat.
Im Sommer 1829 wurde Kolb Referendar beim Gerichtshof des Donaukreises in Ulm. Anschließend war er für ein halbes Jahr Referendar beim Oberamtsgericht Öhringen. Es folgte die Aufnahme in den württembergischen Staatsdienst, zunächst als Aktuar des Oberamts Neresheim und danach endgültig als Leiter des Kreisgerichtsgefängnisses in Rottenburg am Neckar. Seine Amtsbezeichnung war die eines „Justizrats“. Er blieb auf dieser Position bis zu seiner Pensionierung im November 1871. Anschließend ließ sich Kolb mit seiner Familie in Esslingen nieder und starb dort mit 71 Jahren.
Ludwig Kolb heiratete 1851 im Alter von 45 Jahren die Witwe Karoline Gauss aus Göppingen, eine Tochter des Pfarrers von Faurndau Johann Friedrich Jung. Das Ehepaar hatte eine Tochter Klara, die später als Landschaftsmalerin bekannt wurde.

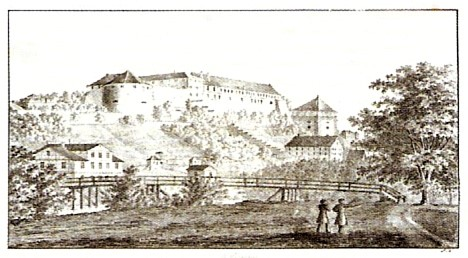
Tübingen. Schloss Hohentübingen mit Hirschauer Steg (Lithographie nach Ludwig Kolb, 1827)

## Vedutenzeichner
Kolb begann schon in sehr jungen Jahren mit der Beschäftigung, durch welche er bekannt wurde, nämlich mit der zeichnerischen Aufnahme der von ihm bereisten württembergischen und angrenzenden ausländischen Landesteile Bayrisch-Schwaben und Vorarlberg. Schon als Student (zwischen 1823/24 und 1828) fertigte er auf seinen Wanderungen Skizzen an. So erwanderte er von Mai bis August 1828 die Täler der Schwäbischen Alb. Seine Lieblingsobjekte, welche er zeichnerisch festhielt, waren Städte und Dörfer, Burgen und Schlösser und einzelne Häuser. Dagegen interessierten ihn Personen deutlich weniger. Kolb ist demnach deutlich ein Kind der Romantik, welche sich vornehmlich für alles „Alte“ eingebunden in „romantischer“ Landschaft interessierte.
Seine Technik war die Bleistiftskizze und die Federzeichnung, vereinzelt auch das Aquarell. Einige wenige seiner Ansichten wurden später lithographiert. Erhalten haben sich vornehmlich seine Skizzenbücher und viele einzelne Veduten. Die ältesten Zeichnungen stammen aus dem Jahre 1824, als Kolb 16 Jahre alt war. Erhalten haben sich die Skizzenbücher von 1827 (Band V), 1828/29 (Band VII) und 1831–1834 (Band IX), wogegen vier Fünftel offenbar untergegangen sind. 1834 endeten seine zeichnerischen Wanderungen. Letzte Ansichten stammen aber noch von 1844/45.
Viele seiner einzelnen Zeichnungen befinden sich heute in den Beständen der Württembergischen Landesbibliothek Stuttgart, Sammlung „Pläne und Ansichten“, mittlerweile vollständig digitalisiert. Skizzenbücher werden beim Stadtarchiv Ulm und bei einzelnen Privatfamilien aufbewahrt.
Die unschätzbare Bedeutung Kolbs ist darin zu sehen, dass er als einer von ganz wenigen Künstlern sich für die relativ unspektakulären Landschaften, Dörfer, Kleinstädte und Burgen seiner Heimat interessierte und der Nachwelt damit die sehr oft einzige historische Ansicht davon hinterließ.

## Werke in alphabetischer Auflistung
Aufbewahrungsorte
LB: Landesbibliothek Stuttgart, Sammlung „Pläne und Ansichten“; StA: Stadtarchiv
- Schwäbische Alb; Zyklus der „Zeichnungen nach der Natur von Louis Kolb jur. stud. aus Salach bei Göppingen Mai 1928 Heft VII“ Skizzenbuch 16,2 × 21 cm. Sammlung Akerman, Göppingen (Schefold 1974, Nr. 73b)
- „Alpeck. St. Nicolaus – L. Kolb 1829“. Skizzenbuchblatt, Federzeichnung 17,6 × 22,3 cm. LB (Schefold 1957 Nr. 90)
- „Bei Altenburg“ gegen Beuroner Felsen und Sattelbogen, Bleistiftzeichnung 14 × 16 cm. Skizzenbuch S. 147, Sammlung Akerman, Göppingen (Schefold 1974, Nr. 127b)
- Auendorf, Göppingen: „Ganslosen d. 15. Juni“ (1828), Bleistiftzeichnung 7,5 × 16 cm. Skizzenbuch S. 29, Sammlung Akerman, Göppingen (Schefold 1974, Nr. 257a)
- Ruine „Schenkenstein bei Aufhausen – Bopfingen – L. Kolb 1834“. Nr. 97, Federzeichnung 17,2 × 21,7 cm. LB (Schefold 1957 Nr. 264)
- Der Blautopf 1828, Bleistiftzeichnung 21 × 16 cm. Skizzenbuch S. 51, Sammlung Akerman, Göppingen (Schefold 1974, Nr. 675a)
- „Das Ruessen-Schloß von Gerhausen aus – L. Kolb 1824“. Auf der Rückseite Schloß Klingenstein. Nr. 87, Federzeichnung 16,6 × 24,4 cm. LB (Schefold 1957 Nr. 715)
- „Das Ruessenschloß Hohengerhausen von der Blaubeurer Steige aus“. Auf der Rückseite Schloß Klingenstein. Nr. 86b, Federzeichnung 16,2 × 17,3 cm. LB (Schefold 1957 Nr. 716)
- „Eingang in die Ruine Hohengerhausen von Sonderbuch her – L. Kolb 1828“. Federzeichnung, Sepia 17,3 × 21,1 cm. LB (Schefold 1957 Nr. 717)
- „Ruine auf dem Bussen – L. Kolb 1827“. Nr. 66, Federzeichnung 17,4 × 21,9 cm. LB (Schefold 1957 Nr. 946)
- Burg Derneck bei Gundelfingen im Großen Lautertal. Bezeichnet „L. Kolb 1827“. Federzeichnung 17,5 × 20,7 cm. LB (Schefold 1957 Nr. 1094)
- „Auf der Hiltenburg bei Ditzenbach – L. Kolb 28. Sept. 1827“. Federzeichnung 18 × 21 cm. LB (Schefold 1957 Nr. 1119)
- „Ehrenstein zwischen Blaubeuren und Ulm d. 24. Jul. 1828“. Bleistiftzeichnung 10 × 16 cm. Skizzenbuch S. 46, Sammlung Akerman, Göppingen (Schefold 1974, Nr. 1281a)
- Das Dorf Eschenbach mit dem Fuchseck 1838. Federzeichnung 8,5 × 16 cm. Skizzenbuch S. 17, Sammlung Akerman, Göppingen (Schefold 1974, Nr. 1466a)
- Faurndau gegen Göppingen 1828. Bleistift- und Federzeichnung 10 × 16 cm. Skizzenbuch S. 188, Sammlung Akerman, Göppingen (Schefold 1974, Nr. 1780c)
- Filstal gegen Süssen. Bleistiftzeichnung 16 × 21 cm. Skizzenbuch S. 23, Sammlung Akerman, Göppingen (Schefold 1974, Nr. 1801a)
- Filstal gegen Geislingen. Bleistiftzeichnung 8 × 21 cm. Skizzenbuch S. 23, Sammlung Akerman, Göppingen (Schefold 1974, Nr. 1801b)
- „Filstal bei Hausen gegen Überkingen hin …“. Bleistiftzeichnung 6 × 21 cm. Skizzenbuch S. 23, Sammlung Akerman, Göppingen (Schefold 1974, Nr. 1801c)
- Panorama vom Fuchseck aus gegen Überkingen hin, (…). Bleistiftzeichnung 12,5 × 21 cm. Skizzenbuch S. 28, Sammlung Akerman, Göppingen (Schefold 1974, Nr. 1801d)
- Schloß Filseck bei Faurndau vom Tal aus 1828. Federzeichnung 10 × 16 cm. Skizzenbuch S. 187, Sammlung Akerman, Göppingen (Schefold 1974, Nr. 1805c)
- „Flochberg – L. Kolb 1831“, links der Ipf. Federzeichnung 17,2 × 21,6 cm. LB (Schefold 1957 Nr. 1825)
- „Auf der Ruine Flochberg, wahrscheinlich das auf der vorgehenden Ansicht zu sehende Vorwerk – L. Kolb 1831“. Federzeichnung 17,2 × 21,6 cm. LB (Schefold 1957 Nr. 1826)
- „Auf der Ruine Flochberg, wahrscheinlich das auf der vorgehenden Ansicht zu sehende Vorwerk – L. Kolb 1834“. Federzeichnung 17,2 × 21,6 cm. LB (Schefold 1957 Nr. 1827)
- Geislingen aus einem Hohlweg 1828. Bleistiftzeichnung 10 × 16 cm. Skizzenbuch S. 68, Sammlung Akerman, Göppingen (Schefold 1974, Nr. 2090b)
- Ansichten der Geislinger Steige. Bleistiftzeichnung je 10 × 16 cm. Skizzenbuch S. 70, Sammlung Akerman, Göppingen (Schefold 1974, Nr. 2130c–d)
- Hohengerhausen und Blautal 1828. Bleistiftzeichnung je 16 × 21 cm. Skizzenbuch S. 52, Sammlung Akerman, Göppingen (Schefold 1974, Nr. 2142a)
- Hohengerhausen und Blautal 1828. Bleistiftzeichnung je 16 × 21 cm. Skizzenbuch S. 53, Sammlung Akerman, Göppingen (Schefold 1974, Nr. 2142b)
- Hohengerhausen von Blaubeuren her 1828. Bleistiftzeichnung. Skizzenbuch, Sammlung Akerman, Göppingen (Schefold 1974, Nr. 2142c)
- Höhle unter den Ruinen von Hohengerhausen 1828. Bleistiftzeichnung 16 × 21 cm. Skizzenbuch S. 56, Sammlung Akerman, Göppingen (Schefold 1974, Nr. 2142d)
- „Hohengerhausen von Asch her“ 1828. Bleistiftzeichnung 21 × 16 cm. Skizzenbuch S. 57, Sammlung Akerman, Göppingen (Schefold 1974, Nr. 2142e)
- Die Kirche von Gingen a.d. Fils. Bleistiftzeichnung 11 × 16 cm. Skizzenbuch S. 40, Sammlung Akerman, Göppingen (Schefold 1974, Nr. 2155b)
- Papiermühle bei Gönningen. Bleistift- und Federzeichnung 16 × 21 cm. Skizzenbuch, Sammlung Akerman, Göppingen (Schefold 1974, Nr. 2167c)
- Die Stadt Göppingen gegen den Hohenstaufen 1829. Bleistiftzeichnung 16 × 21 cm. Skizzenbuch S. 166, Sammlung Akerman, Göppingen (Schefold 1974, Nr. 2186b)
- Blick auf Göppingen aus der Richtung Faurndau 20. Juni 1829. Tuschzeichnung 9,7 × 6,1 cm. Skizzenbuch S. 34, Sammlung Akerman, Göppingen (Schefold 1974, Nr. 2186b)
- „Auf Hohengundelfingen–Bichishausen–Hundersingen – L. Kolb 1827“. Federzeichnung 18 × 21 cm. LB (Schefold 1957 Nr. 2340)
- Blick vom Tal „L. Kolb 2. Juni 1827“. Federzeichnung 18 × 21 cm. LB (Schefold 1957 Nr. 2341)
- Blick vom Tal „L. Kolb 1844“. Federzeichnung 18 × 21 cm. LB (Schefold 1957 Nr. 2342)
- „Schloß Hellenstein bei Heidenheim – L. Kolb 1834“. Federzeichnung 17,5 × 22,2 cm. LB (Schefold 1957 Nr. 2431)
- „Hellenstein – L. Kolb 1834“. Federzeichnung 17,5 × 22,2 cm. LB (Schefold 1957 Nr. 2432)
- „Schloß Ober-Herrlingen“ 1828. Bleistiftzeichnung 11,5 × 16 cm. Skizzenbuch S. 61, Sammlung Akerman, Göppingen (Schefold 1974, Nr. 2971b)
- „Ruine auf dem Rosenstein bei Heubach L. Kolb 1827“. 2 Federzeichnungen je 17,7 × 21 cm. LB (Schefold 1957 Nr. 2999)
- Blick auf den Hohenstaufen vom Weg zum Rechberg (…) 1828. Bleistift- und Federzeichnung 10,5 × 21 cm. Skizzenbuch S. 41, Sammlung Akerman, Göppingen (Schefold 1974 Nr. 3445b)
- „Hütten und Schloß Justingen – L. Kolb 1829“. Federzeichnung 17,2 × 22 cm. LB (Schefold 1957 Nr. 3661 u. 3800)
- „Albblick zwischen Jebenhausen und Göppingen“ 1829. Bleistift- und Federzeichnung 9 × 21 cm. Skizzenbuch S. 161, Sammlung Akerman, Göppingen (Schefold 1974 Nr. 3788a)
- „Albblick zwischen Kirchheim und Isingen“ 1829. Bleistift- und Federzeichnung 7,5 × 21 cm. Skizzenbuch S. 160, Sammlung Akerman, Göppingen (Schefold 1974 Nr. 3791b)
- Drei Ansichten der Burg Katzenstein, bezeichnet „L. Kolb 1831“. Federzeichnungen je 17,3 × 21,8 cm. LB (Schefold 1957 Nr. 3812–3814)
- „Ober- und Unterkirchberg von Norden, um 1830“. Blatt 4 des Alpenpanoramas. StA Ulm a. D., Bestand H (Nachlässe), Kolb Nr. 2; abgedruckt in Alb-Donau-Kreis (1985), S. 109, Abb. Nr. 114–115.
- Kirchheim gegen die Teck 1829. Federzeichnung 14 × 21 cm. Skizzenbuch S. 159, Sammlung Akerman, Göppingen (Schefold 1974 Nr. 3945a)
- Das Schloß Klingenstein – L. Kolb 1824. Nr. 88b, Federzeichnung 16,6 × 24,6 cm. LB (Schefold 1957 Nr. 4062)
- „Ruinen der Burg Klingenstein – L. Kolb“. Auf der Rückseite Rusenschloß. Nr. 88, Federzeichnung 16,2 × 17,3 cm. LB (Schefold 1957 Nr. 4063)
- „Klingenstein von Herrlingen her – L. Kolb“. Nr. 89, Federzeichnung 17 × 21,7 cm. LB (Schefold 1957 Nr. 4064)
- Talblick zum Dorf Klingenstein 1828. Bleistiftzeichnung 10,3 × 16 cm. Skizzenbuch S. 46, Sammlung Akerman, Göppingen (Schefold 1974 Nr. 4064g)
- Dorfansicht Krummwälden 1828. Bleistiftzeichnung 9 × 16 cm. Skizzenbuch S. 36, Sammlung Akerman, Göppingen (Schefold 1974 Nr. 4155b)
- Schloß und Kirche in „Lauterburg“ „L. Kolb 10. Okt. 1827“. Nr. 56, 2 Federzeichnungen je 17,6 × 21 cm. LB (Schefold 1957 Nr. 4368–4369)
- Inneres der Burg in „Lauterburg“ „L. Kolb 1827“. Nr. 57, Federzeichnung 17,6 × 21 cm. LB (Schefold 1957 Nr. 4370)
- „Die untere Mühle von Lautern bei Blaubeuren“ 1828. Federzeichnung 12 × 16 cm. Skizzenbuch S. 58, Sammlung Akerman, Göppingen (Schefold 1974 Nr. 4384c)
- „Ursprung der Lauter in Lautern“ 1828. Bleistiftzeichnung 14,5 × 16 cm. Skizzenbuch S. 59, Sammlung Akerman, Göppingen (Schefold 1974 Nr. 4384d)
- „Ursprung der Lauter in Lautern“ 1828. Bleistiftzeichnung 11,5 × 16 cm. Skizzenbuch S. 60, Sammlung Akerman, Göppingen (Schefold 1974 Nr. 4384e)
- Burg Lichtenstein, Blick übern Steg zum Försterhaus. Louis Kolb 1827. Federzeichnung 17,7 × 21 cm. LB (Schefold 1957 Nr. 4478)
- Burg Lichtenstein, Sicht von unten gegen Nordosten. Louis Kolb 1827. Federzeichnung 17,7 × 21 cm. LB (Schefold 1957 Nr. 4479)
- Burg Lichtenstein, Blick von Süden auf Försterhaus und Brückensteg. Louis Kolb 1827. Federzeichnung 17,7 × 21 cm. LB (Schefold 1957 Nr. 4480)
- Burg Lichtenstein, Nahblick auf Försterhaus und Steg. Louis Kolb „gezeichnet an Ostern 1828“. Bleistiftzeichnung 13 × 18 cm. LB (Schefold 1957 Nr. 4481)
- Verschiedene Skizzen der Burg Löwenstein, bezeichnet „L. Kolb 1826“ und 1830. Federzeichnung je 17 × 21,7 cm. LB (Schefold 1957 Nr. 4627)
- Die Burg „Maienfels bey Öhringen L. K.“ (d. h. Ludwig Kolb). Lithographie 17,5 × 26,5 cm. LB (Schefold 1957 Nr. 4933)
- Mittelstadt zwischen Plietzhausen und Neckartenzlingen, Albpanorama 1829. Federzeichnung 16 × 21 cm. Skizzenbuch S. 151, Sammlung Akerman, Göppingen (Schefold 1974 Nr. 5225a)
- Zwei Ansichten der Burg Nagold, L. Kolb 1828. Federzeichnungen je 17,7 × 21 cm. LB (Schefold 1957 Nr. 5408–5409)
- „Neresheim – L. K.“ (Ludwig Kolb, Oberamtsaktuar in Neresheim). NO-Ansicht um 1830. Lithographie 10 × 12 cm. Fürstlich Öttingen-Wallersteinsche Kunstsammlung Harburg (Schefold 1957 Nr. 5564)
- Bei Oberlenningen: „Dieboldsburg vulgo Rauber – L. Kolb 1827“. Federzeichnung 17 × 21 cm. LB (Schefold 1957 Nr. 5831)
- Oberlenninger Tal, Blick von Süden auf Ober- und Unterlenningen (…), Kolb. Öl Pappe 56 × 75 cm. Museum Ulm a. D. (Schefold 1957 Nr. 5833)
- Plietzhausen gegen Roßberg und Hohenzollern 1829. Bleistiftzeichnung 10 × 16 cm. Skizzenbuch S. 150, Sammlung Akerman, Göppingen (Schefold 1974 Nr. 6150c)
- „Ramsberg mit Staufeneck von Donzdorf her. – L. Kolb 1834“. Federzeichnung, Kopie von Clara Kolb 18 × 21 cm. LB (Schefold 1957 Nr. 6184)
- „Hohenrechberg – L. Kolb 1828“. Federzeichnungen 17,6 × 21 cm. LB (Schefold 1957 Nr. 6328–6329)
- „Hohenrechberg vom Staufen her“. Federzeichnung 17,6 × 21 cm. LB (Schefold 1957 Nr. 6330)
- „Hohenrechberg. Das Schloß brannte bekanntlich am 6. Januar durch einen Blitzschlag nieder. – L. Kolb 1828“. Federzeichnung 17,6 × 21 cm. LB (Schefold 1957 Nr. 6331)
- Fernblick auf „Rechberg, Stuifen Gross Eislingen von Heiningen her d. 14. Mai 1828“. Bleistift- und Federzeichnung 10 × 16 cm. Skizzenbuch S. 15, Sammlung Akerman, Göppingen (Schefold 1974 Nr. 6331e)
- „Bei Vorder Rechberg“ (Vorderweiler) gegen den Rosenstein 1829. Bleistiftzeichnung 9 × 16 cm. Skizzenbuch, Sammlung Akerman, Göppingen (Schefold 1974 Nr. 6331f)
- „Rechtenstein – L. Kolb 1844“. Tusche 17,5 × 21,8 cm. LB (Schefold 1957 Nr. 6383)
- Talansicht von Reichenstein „L. Kolb 1844“. Federzeichnung 18 × 21,2 cm. LB (Schefold 1957 Nr. 6405)
- Burgruine Reussenstein, „L. Kolb 1827“ und „1842“. Federzeichnungen 18 × 21 cm. LB (Schefold 1957 Nr. 6428–6431)
- Albpanorama „zwischen Lustenau und Dettenhausen“. Federzeichnung 15 × 21 cm. Skizzenbuch S. 174, Sammlung Akerman, Göppingen (Schefold 1974 Nr. 6478a)
- Albpanorama „zwischen Lustenau und Dettenhausen“ datiert den 16. Juni 1829. Bleistift- und Federzeichnung 17 × 16 cm. Skizzenbuch S. 175, Sammlung Akerman, Göppingen (Schefold 1974 Nr. 6478b)
- Albpanorama „zwischen Lustenau und Dettenhausen“ datiert den 16. Juni 1829. Bleistift- und Federzeichnung 17 × 16 cm. Skizzenbuch S. 176, Sammlung Akerman, Göppingen (Schefold 1974 Nr. 6478c)
- „Aussicht auf dem Rossberg“ gegen Achalm und Teck 1829. Bleistiftzeichnung 16 × 21 cm. Skizzenbuch S. 170, Sammlung Akerman, Göppingen (Schefold 1974 Nr. 6654a)
- „Bei Salach auf dem Weg nach Bärenbach d. 20. Aug.“ (1828). Bleistift- und Federzeichnung 15 × 21 cm. Skizzenbuch S. 66, Sammlung Akerman, Göppingen (Schefold 1974 Nr. 6799a)
- Einblick in das Tal gegen Geislingen (…) 1828. Bleistiftzeichnung 16 × 21 cm. Skizzenbuch S. 1, Sammlung Akerman, Göppingen (Schefold 1974 Nr. 6799b)
- „Scharfenberg bei Donzdorf – L. Kolb Mai 1828“. Nr. 41, Federzeichnung 17,4 × 21,2 cm. LB (Schefold 1957 Nr. 6825)
- „Scharfenberg von Süden her – L. Kolb 1828“. Federzeichnung 17,4 × 21,2 cm. LB (Schefold 1957 Nr. 6826)
- Ruine Scharfenberg auf dem Kupfersteige zwischen Donzdorf und Messelberg 1828. Bleistiftzeichnung 10 × 16 cm. Skizzenbuch S. 3, Sammlung Akerman, Göppingen (Schefold 1974 Nr. 6827d)
- Scharfenberg aus größerer Entfernung (…) 1828. Bleistiftzeichnung 9,7 × 16 cm. Skizzenbuch S. 3, Sammlung Akerman, Göppingen (Schefold 1974 Nr. 6827e)
- „Scharfenberg auf der Höhe zwischen Mösselberg und Hohenstein“ (…) 1828. Feder- und Bleistiftzeichnung 16 × 21 cm. Skizzenbuch S. 4, Sammlung Akerman, Göppingen (Schefold 1974 Nr. 6827f)
- Die Burg Scharfenberg vom Hohenstein aus gegen Donzdorf und Messelberg 1828. Bleistiftzeichnung 11,5 × 16 cm. Skizzenbuch S. 6, Sammlung Akerman, Göppingen (Schefold 1974 Nr. 6827g)
- Scharfenberg gegen Staufeneck und Hohenstaufen 1828. Bleistiftzeichnung 13 × 21 cm. Skizzenbuch S. 7, Sammlung Akerman, Göppingen (Schefold 1974 Nr. 6827h)
- Blickpunkt zwischen Scharfenberg und Kuchalb gegen Hohenstaufen, Rechberg und Stuifen1828. Bleistiftzeichnung 13 × 21 cm. Skizzenbuch S. 8, Sammlung Akerman, Göppingen (Schefold 1974 Nr. 6827i)
- Nahsicht Scharfenberg 1828. Aquarell 13,4 × 16 cm. Skizzenbuch, Sammlung Akerman, Göppingen (Schefold 1974 Nr. 6827k)
- Stadt und Burgruine Schelklingen von Süden „L. Kolb 1829“. Federzeichnung 17 × 21,7 cm. LB (Schefold 1957 Nr. 6866)
- Ansicht von Stadt und Burgruine Schelklingen von Osten – L. Kolb 1829. Federzeichnung. Besitzer unbekannt.[6]
- Schlat gegen Fuchseck 1828. Bleistiftzeichnung 8,5 × 16 cm. Skizzenbuch S. 26, Sammlung Akerman, Göppingen (Schefold 1974 Nr. 6871a)
- Schlat gegen Rechberg und Stuifen 1828. Bleistiftzeichnung 9,5 × 16 cm. Skizzenbuch S. 26, Sammlung Akerman, Göppingen (Schefold 1974 Nr. 6871b)
- Felswand auf Fuchseck, Wasserberg 1828. Bleistiftzeichnung 16 × 21 cm. Skizzenbuch S. 27, Sammlung Akerman, Göppingen (Schefold 1974 Nr. 6871c)
- „Schilzburg vom Tal hinaufgesehen L. Kolb 1844“. Nr. 77, Federzeichnung 17,8 × 21 cm. LB (Schefold 1957 Nr. 6989)
- „Schilzburg von der Indelhauser Seite her L. Kolb 1844“. Nr. 78, Federzeichnung 17,8 × 21 cm. LB (Schefold 1957 Nr. 6990)
- Skizze von Schmiechen, 1829. Federzeichnung. Privatbesitz; abgedruckt in Alb-Donau-Kreis (1985), S. 198, Abb. Nr. 207.
- „In der Sontheimer Höhle d. 25. Ju. (1829)“. Bleistiftzeichnung 20,5 × 16 cm. Skizzenbuch S. 50, Sammlung Akerman, Göppingen (Schefold 1974 Nr. 7621a)
- „Staufeneck von Salach aus gesehen“. Nr. 44, Federzeichnung 17,8 × 21 cm. LB (Schefold 1957 Nr. 7649)
- „Staufeneck vor dem Abbruch“. Nr. 45, Federzeichnung 17,8 × 21 cm. LB (Schefold 1957 Nr. 7650)
- „Staufeneck von Westen – L. Kolb 1830“. Nr. 47, Federzeichnung 17,8 × 21 cm. LB (Schefold 1957 Nr. 7651)
- Nahsicht Staufeneck. Bleistiftzeichnung 11,5 × 16 cm. Skizzenbuch S. 36, Sammlung Akerman, Göppingen (Schefold 1974 Nr. 7652e)
- „Hohenstaufen und Staufeneck bei Gingen“. Bleistiftzeichnung 21 × 16 cm. Skizzenbuch S. 38, Sammlung Akerman, Göppingen (Schefold 1974 Nr. 7652f)
- Panorama der Alb von Staufeneck aus. Bleistiftzeichnung 16 × 21 cm. Skizzenbuch S. 34, Sammlung Akerman, Göppingen (Schefold 1974 Nr. 7652g)
- „Staufeneck und Messelberg auf der Höhe zwischen Göppingen und Heiningen d. 13. Mai (1828)“. Federzeichnung 10 × 16 cm. Skizzenbuch S. 17, Sammlung Akerman, Göppingen (Schefold 1974 Nr. 7652h)
- „Staufeneck Kolb 1884“. Federzeichnung 18 × 21 cm. Skizzenbuch S. 49, Sammlung Akerman, Göppingen (Schefold 1974 Nr. 7652i)
- „Staufeneck nach dem Abbruch L. Kolb 46“. Federzeichnung 18 × 21 cm. LB (Schefold 1974 Nr. 7652k)
- „Das Pfarrhaus in Groß-Siessen – Kolb del. 1826“. Nr. 791, Federzeichnung 17,5 × 26,5 cm. StA Ulm a. D. (Schefold 1957 Nr. 9054)
- Ortsansicht von Süssen mit Albpanorama vom Staufeneck zum Messelberg 1828. Skizzenbuch S. 189, Sammlung Akerman, Göppingen (Schefold 1974 Nr. 9054a)
- „Bei Süssen“ (…) 1828. Bleistiftzeichnung 8 × 16 cm. Skizzenbuch S. 13, Sammlung Akerman, Göppingen (Schefold 1974 Nr. 9054b)
- „Ruine Steußlingen – L. Kolb 1829“. Nr. 82, Federzeichnung 17,3 × 27,7 cm. LB (Schefold 1957 Nr. 9100)
- „Ruine Steußlingen und Thalsteußlingen von Hütten her – L. Kolb 1829“. Nr. 83, Federzeichnung 17,3 × 27,7 cm. LB (Schefold 1957 Nr. 9101)
- „Teck nach einem Gemälde von 1542 in der Kirche zu Owen … cop. von L. Kolb 1826“. Federzeichnung 17,4 × 21,5 cm. (Schefold 1974 Nr. 9125a)
- „Südliche Seite der Ruine Teck L. Kolb 1826“. (Schefold 1974 Nr. 9125b)
- „Teck auf dem Wege zum gelben Felsen L. Kolb 1826“. (Schefold 1974 Nr. 9125d)
- Skizze von Teuringshofen, 1829. Federzeichnung. Privatbesitz; abgedruckt in Alb-Donau-Kreis (1985), S. 198, Abb. Nr. 208.
- Die Stadt Tübingen von Norden (…) von „Kolb“ um 1820. Federzeichnung, Vordergrund in Bleistift 15,5 × 33,7 cm. LB (Schefold 1957 Nr. 9315)
- Das Schloß Tübingen von Südwest – L. Kolb um 1825. Bleistiftzeichnung, 24,5 × 42 cm. LB (Schefold 1957 Nr. 9461)
- Das Schloß Tübingen von Norden – L. Kolb um 1825. Bleistiftzeichnung, 16 × 41,5 cm. LB (Schefold 1957 Nr. 9462)
- Das innere Schloßtor „Hohentübingen – Kolb“ um 1825. Bleistiftzeichnung, 32,3 × 41,6 cm. LB (Schefold 1957 Nr. 9463)
- Hohentübingen: Das äußere Schloßtor – L. Kolb um 1825. Tusche, laviert, 33 × 41,5 cm. LB (Schefold 1957 Nr. 9464)
- Schloß Hohentübingen mit Hirschauer Steg. „Tübingen – L. K.“ (Justizrat Kolb in Rottenburg). 1827. 2 Exemplare, 17,3 × 25,6 cm. StA Tübingen (Schefold 1957 Nr. 9465)
- „Bläsiberg bei Tübingen von Dusslingen her. Den 13. Juni 1829“. Bleistiftzeichnung 15 × 21 cm. Skizzenbuch, S. 167, Sammlung Akermann, Göppingen (Schefold 1974 Nr. 9537a)
- „Wartstein L. Kolb 1844“. Nr. 79, Federzeichnung, 17,8 × 21,2 cm. LB (Schefold 1957 Nr. 10756)
- „Weilheim von Jesingen aus“ mit Albpanorama 1829. Federzeichnung 8 × 16 cm. Skizzenbuch, S. 159, Sammlung Akermann, Göppingen (Schefold 1974 Nr. 10865a)
- Wissgoldingen gegen den Messelberg, Scharfenberg und Spitzberg. „d. 18. Jul.“ [18]28. Bleistift- und Federzeichnung 10,7 × 21 cm. Skizzenbuch, S. 42, Sammlung Akermann, Göppingen (Schefold 1974 Nr. 11283a)

Weitere Zeichnungen Ludwig Kolbs befinden sich im Stadtarchiv Ulm a. D., Bestand H (Nachlässe, noch unverzeichnet) (siehe unter Weblinks). Sieben Skizzenbücher sollen sich bei den Nachkommen Ludwig Kolbs, eventuell auch im Firmenarchiv Schachenmayr in Salach, erhalten haben.